# Champinjonfjällskivling
Champinjonfjällskivling (Leucoagaricus leucothites) är en svampart som först beskrevs av Carlo Vittadini, och fick sitt nu gällande namn av Wasser 1977. Leucoagaricus leucothites ingår i släktet Leucoagaricus och familjen Agaricaceae.  Arten är reproducerande i Sverige. Utöver nominatformen finns också underarten subcretaceus.

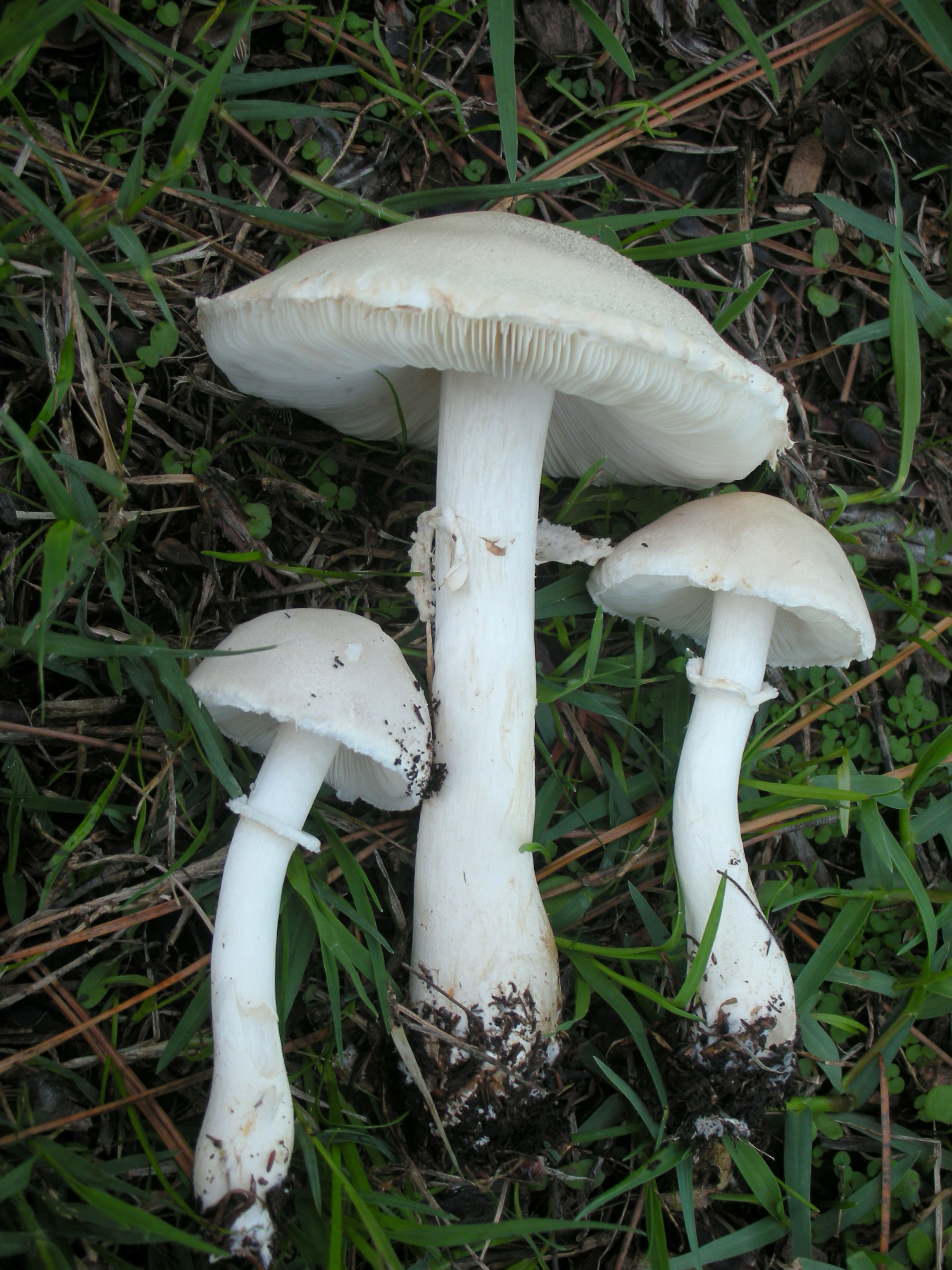
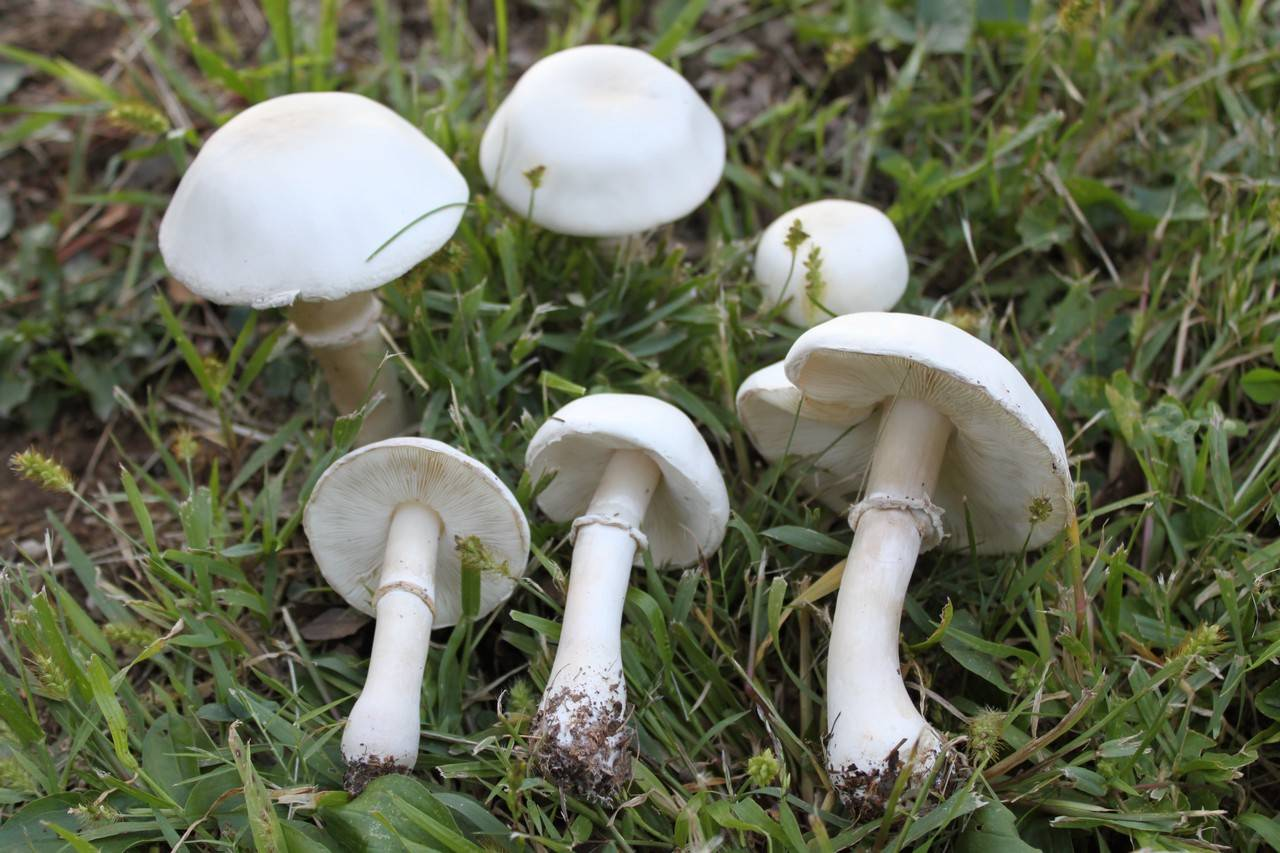
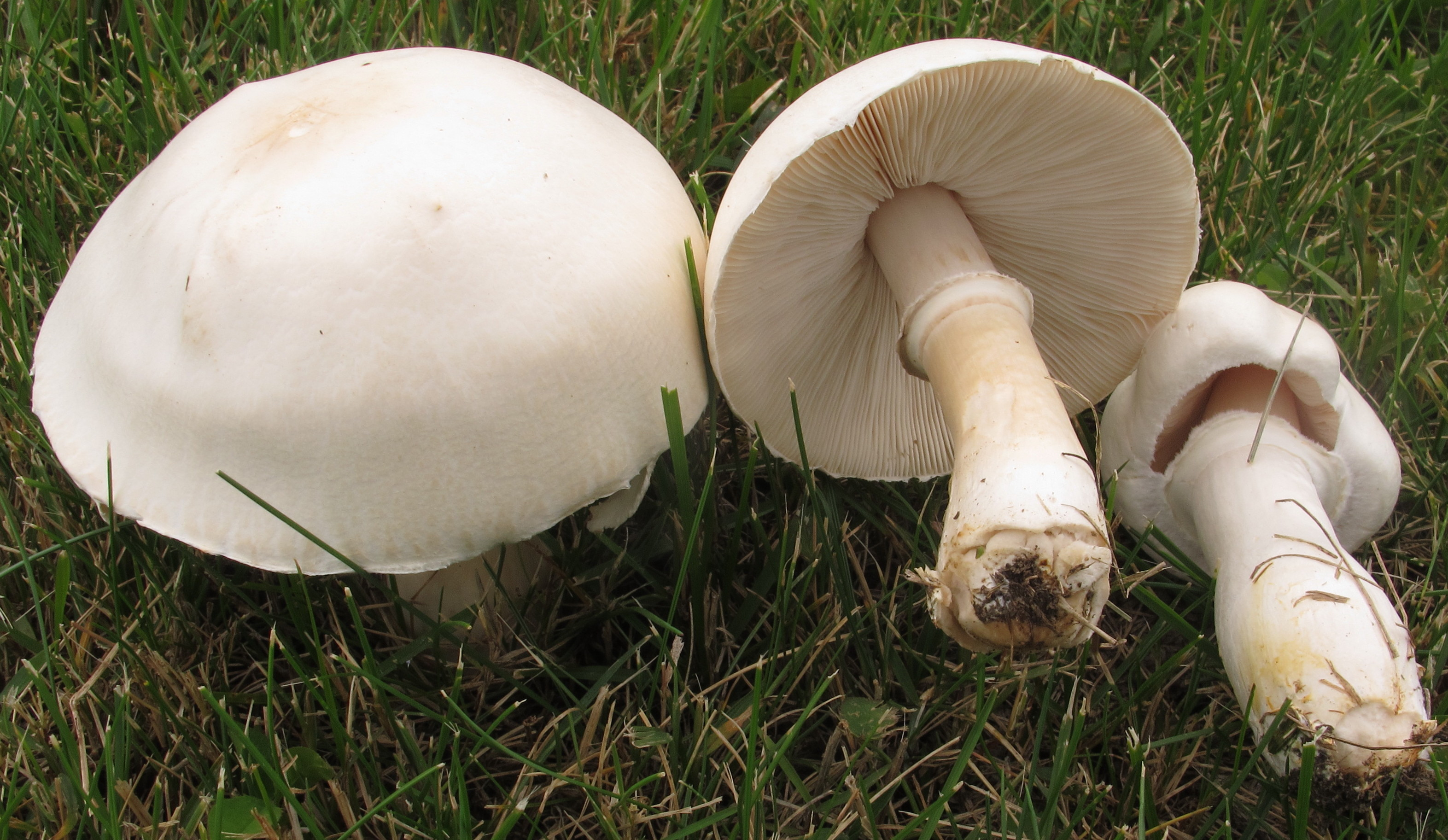
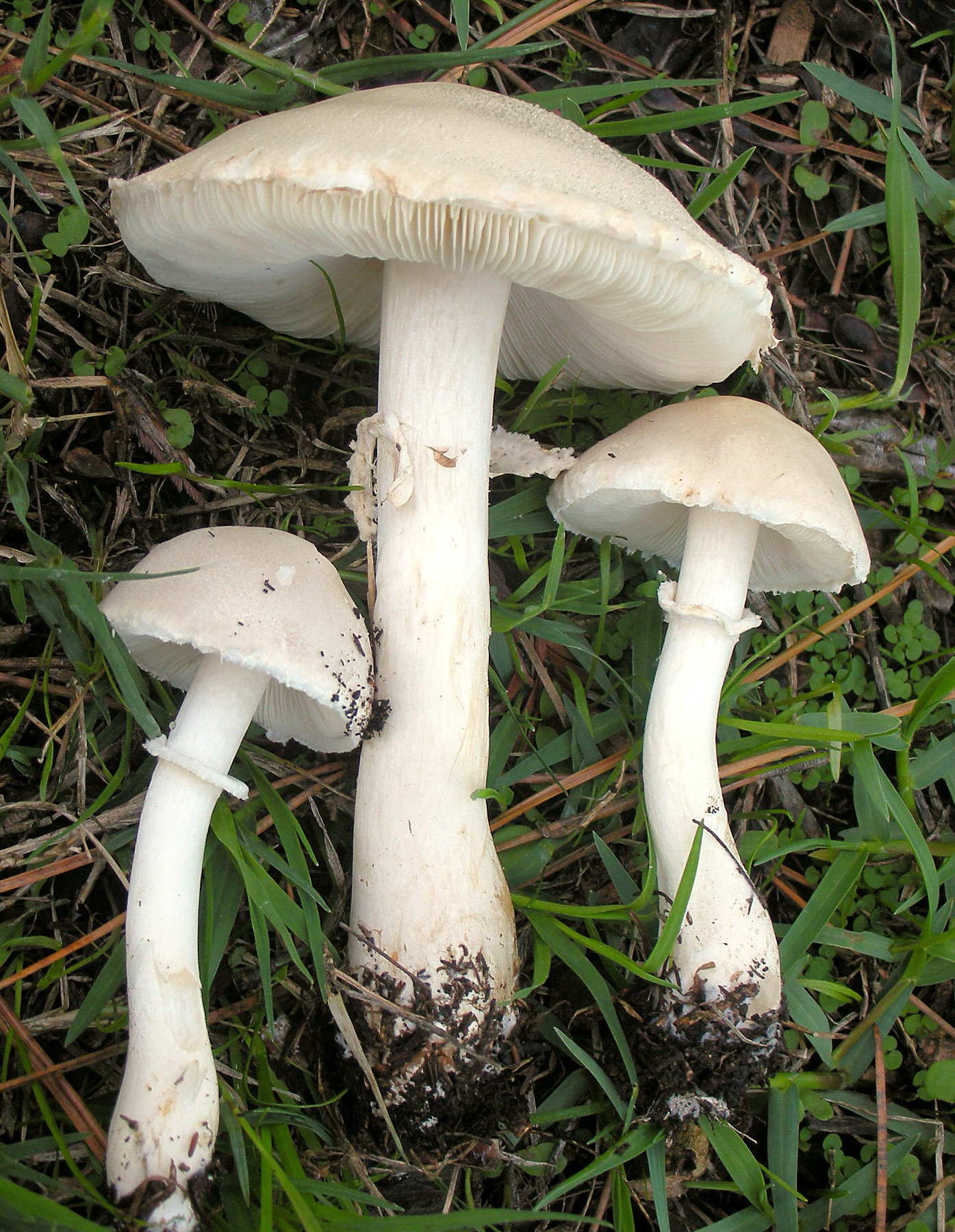
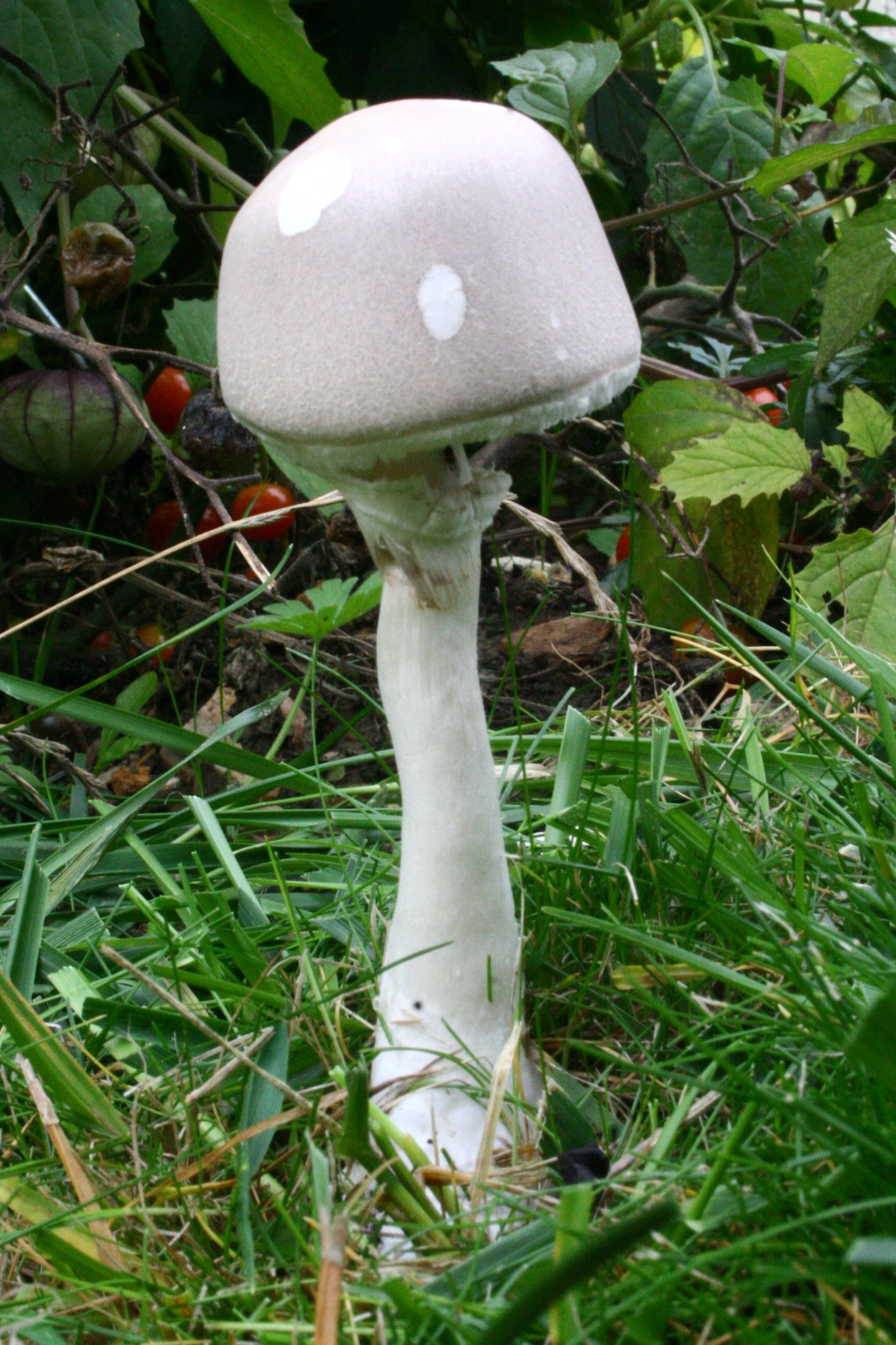
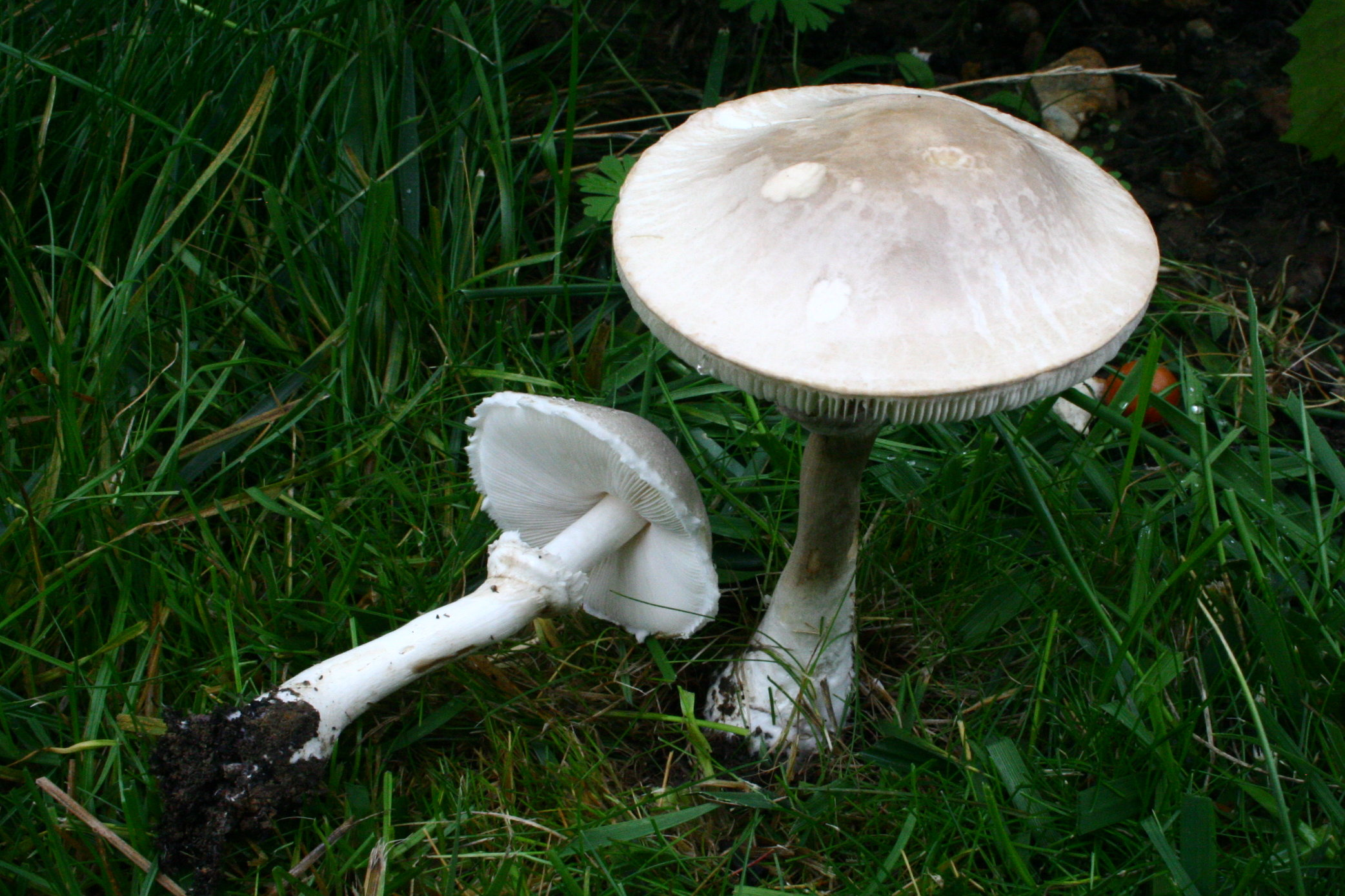
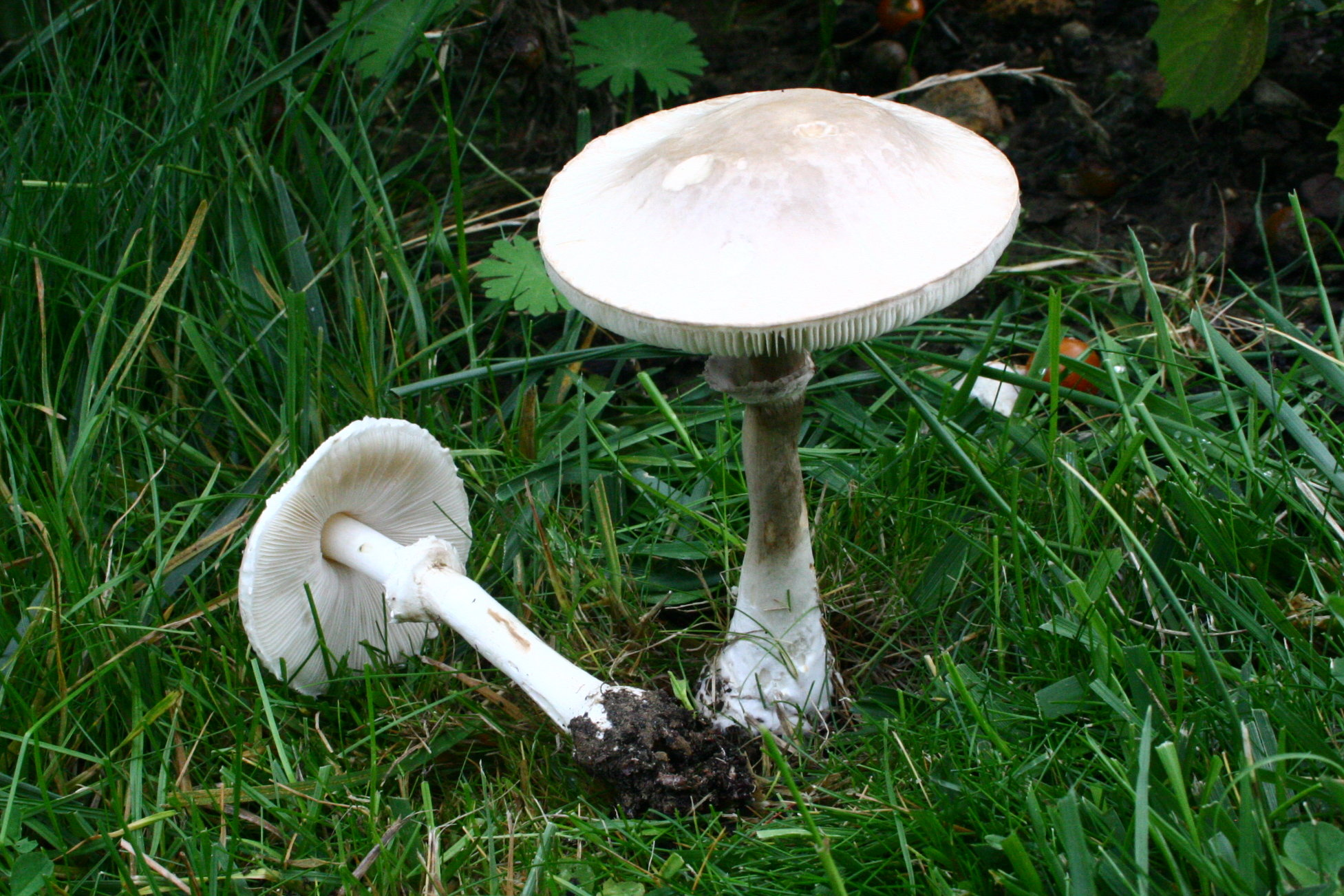